# Sacra Famiglia con un pastore
La Sacra Famiglia con un pastore è un dipinto a olio su tela (99x137 cm) di Tiziano, databile al 1510 circa e conservato nella National Gallery di Londra.

## Storia
L'opera si trovava a Palazzo Borghese a Roma, almeno dal 1693 e fino a tutto l'Ottocento. Qui probabilmente la vide van Dyck, che la copiò in un disegno. Dopo alcuni passaggi in collezioni private, dal 1831 è nel museo londinese.
Già attribuita anche a Paris Bordone, ha subito oscillazioni di datazione tra il 1516 e il 1510, a seconda che si evidenziasse la somiglianza col cromatismo di opere come la Sacra conversazione Balbi (1516 circa, appunto), oppure con l'impostazione compositiva del San Marco in trono (1510 circa), del quale è simile la figura di Giuseppe. Oggi prevale la seconda ipotesi, anche per il persistere di influenze giovanili legate a Giovanni Bellini e Giorgione.

## Descrizione e stile
In un idilliaco paesaggio campestre, la Sacra Famiglia, seduta in riposo, offre il Bambino all'adorazione di un pastore, posto di spalle e con la testa in profilo a destra. Nello sfondo a destra si vede la scena dell'annuncio ai pastori e, vicino, il bue e l'asinello della natività. Per questo, nonostante il titolo tradizionale, il soggetto più calzante è quello dell'Adorazione dei pastori.